# Fabien Michal
Pas d'image ? Cliquez ici
Fabien Michal, né le 7 février 1978 à Bourgoin-Jallieu, est un pilote automobile français. Il est principalement connu pour ses succès dans les championnats GT4 français et européens, ainsi que pour ses performances récentes dans les compétitions de prototypes LMP3.

## Carrière
Fabien Michal fait ses débuts en compétition automobile relativement tard, après une première carrière dans le monde professionnel hors du sport auto. Il commence par le rallye amateur avant de se diriger vers la course sur circuit au début des années 2010.

### GT4 (2018–2021)
Engagé par l’écurie française Saintéloc Racing, il s’impose comme l’un des meilleurs pilotes de la catégorie Pro-Am. Aux côtés de son coéquipier Grégory Guilvert, il devient :
- Triple champion de France FFSA GT4 Pro-Am en 2018, 2019 et 2020
- Champion du GT4 European Series Pro-Am en 2021

Il pilote principalement une Audi R8 LMS GT4.

### Passage en LMP3 (2022–)
En 2022, Fabien Michal rejoint la catégorie prototype LMP3 au sein de plusieurs compétitions comme la Michelin Le Mans Cup, l’Ultimate Cup Series et l’Asian Le Mans Series. En 2023 et 2024, il devient vice champion de la coupe Le Mans Cup LMP3 avec le CD Sport team R-ace GP.
Avec 2 pôles positions en ouverture des 24h du Mans 
En 2025, il est engagé par EuroInternational pour participer à l’European Le Mans Series (ELMS) en LMP3.

## Palmarès
- Champion FFSA GT4 Pro-Am : 2018, 2019, 2020
- Champion GT4 European Series Pro-Am : 2021
- vice Champion Michelin Le Mans Cup (LMP3) : 2023, 2024